# خيال الظل (مسلسل)
خيال الظل مسلسل تراجيدي مصري، من إنتاج 2000.

## أحداث المسلسل
تتمحور أحداث المسلسل حول أربعة أصدقاء، يستعدون لإنشاء مشروعهم الذي كانوا يحلمون به منذ زمن، لولا أن جريمة قتل، يتهم أحدهم بها، تسبب في فقدانهم الثقة ببعضهم.

## طاقم العمل
تأليف
- عاطف البكري.[1][2]

إخراج
- يحيى العلمي.[1][2]

موسيقى تصويرية
- عمار الشريعي.[1][2]

أزياء
- نجوى عبد الحميد.

ديكور
- نبيل سليم.

إضاءة
- سعد جابر.
- عادل الغنيمي.

تصوير
- محمد ثابت.
- وحيد شريف.
- سامية صبحي.
- محمود حامد.
- محمود أبو السعود.
- مجدي نوار.

مونتاج إلكتروني
- علي دكروري.
- أمين عبد الرزاق.

تسجيل ومونتاج فيديو
- أحمد بيومي.

ماكياج
- شريف فهمي.

ماكيير
- علي طه.

تصميم المقدمة والنهاية
- أشرف مرسي.

مونتاج المقدمة والنهاية
- عماد جميل.

### إنتاج
- الشركة المصرية لمدينة الإنتاج الإعلامي.

### ممثلون
- فاروق الفيشاوي [1][2]
- تيسير فهمي
- ماجد المصري
- محمد كامل
- داليا مصطفى
- نادين
- هشام عبد الله
- محمد الشقنقيري
- رامز جلال
- صفاء الطوخي
- إيهاب فهمي
- لمياء الأمير
- سليمان عيد
- أحمد راتب
- أحمد سامي عبد الله
- عثمان الحمامصي
- عثمان محمد علي
- مصطفى القسط
- عاطف طنطاوي
- ليلى جمال
- سعيد الصالح
- هانم محمد
- نهى إسماعيل
- أميرة نايف
- دعاء ناجي
- سيلفيا كرم
- نسرين نهاد
- علي قاعود
- غريب محمود
- يوسف حسين
- محمد صلاح
- يوسف العسال
- ميرفت الشناوي
- شريف إدريس
- أشرف كمال
- خالد عبد الغفار
- نبوية السيد
- وليد بدر
- نجاة منجي
- محيي الدين عبد الحميد
- سوسن بدر